# Erdbeben bei Puerto Rico 1918
Das Erdbeben bei Puerto Rico 1918 war eines der schwersten in der Geschichte der Insel. Es ereignete sich am 11. Oktober 1918 um 10:14 Uhr Ortszeit und hatte eine Magnitude von 7,1 Mw. Es verursachte einen Tsunami und war von zahlreichen Nachbeben begleitet.

## Tektonischer Hintergrund
Puerto Rico und die Jungferninseln liegen auf einer kleinen Mikroplatte zwischen Nordamerikanischer und Karibischer Platte. Den westlichen Rand dieser Mikroplatte bildet der in Nord-Süd-Richtung orientierte Mona Canyon, ein unterseeischen Canyon in der Mona-Passage, der von mehreren Verwerfungen durchzogen ist. Das Erdbeben hatte dort sein Epizentrum, rund 42 Kilometer nordnordwestlich von Aguadilla. Sein Bebenherd lag in 15 Kilometern Tiefe.
Bis März 1919 wurden 112 Nachbeben registriert, die stärksten davon am 24. Oktober und am 12. November 1918.

## Tsunami
Minuten nach dem Beben erreichte ein Tsunami die Westküste von Puerto Rico. Die größte Wellenhöhe von über 6 Metern erreichte er im Nordwesten der Insel. Zuvor war ein Zurückziehen des Meeres unter das Niveau der tiefsten Ebbe beobachtet worden.
2004 und 2006 mit den Forschungsschiffen NOAAS Ronald H. Brown und RV Pelican gewonnene bathymetrische und reflexionsseismische Daten deuten darauf hin, dass das Beben auf einer Fläche von 76 km² einen unterseeischen Erdrutsch ausgelöst hat, bei dem etwa 10 km³ Meeresboden in Bewegung geraten sind und wodurch wahrscheinlich der Tsunami ausgelöst wurde. Zwei damals in der Region zerstörte Telegraphenleitungen stützen diese Theorie.

## Opfer und Schäden
Durch das Erdbeben kamen 116 Menschen ums Leben. 40 bis 100 Todesopfer sind auf den Tsunami zurückzuführen.
Die größten Schäden entstanden im Westen und Nordwesten von Puerto Rico. Die am stärksten betroffene Stadt war Mayagüez, wo 700 Häuser aus (Ziegel-)Stein und über 1000 Holzhäuser zerstört wurden. Straßen, Eisenbahnschienen und Ufermauern wurden zerstört oder schwer beschädigt. Weitere Städte, in denen es zu schweren Schäden kam sind etwa Isabela, Aguada und Añasco. Starke Wirkung entfaltete das Beben in Orten, die auf Schwemmebenen errichtet worden sind. In der Stadt Rincón waren die Auswirkungen wegen des felsigen Untergrunds weniger verheerend. Es kam zu Schäden auf der ganzen Insel und auf Vieques.
Zahlreiche Brücken und Kamine stürzten ein. Es kam zu Erdrutschen und Bodenverflüssigung mit bis zu vier Meter hohen Schlammfontänen. Beim Nachbeben am 24. Oktober 1918 stürzten weitere Gebäude ein.
Der wirtschaftliche Schaden wurde damals mit vier Millionen US-Dollar beziffert, was dem doppelten Jahresbudget der Insel entsprach.

## Bilder

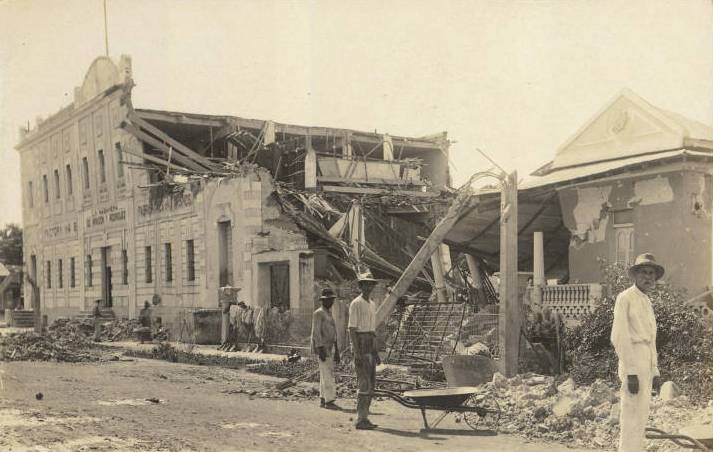
Teilweise eingestürztes Haus in Mayagüez
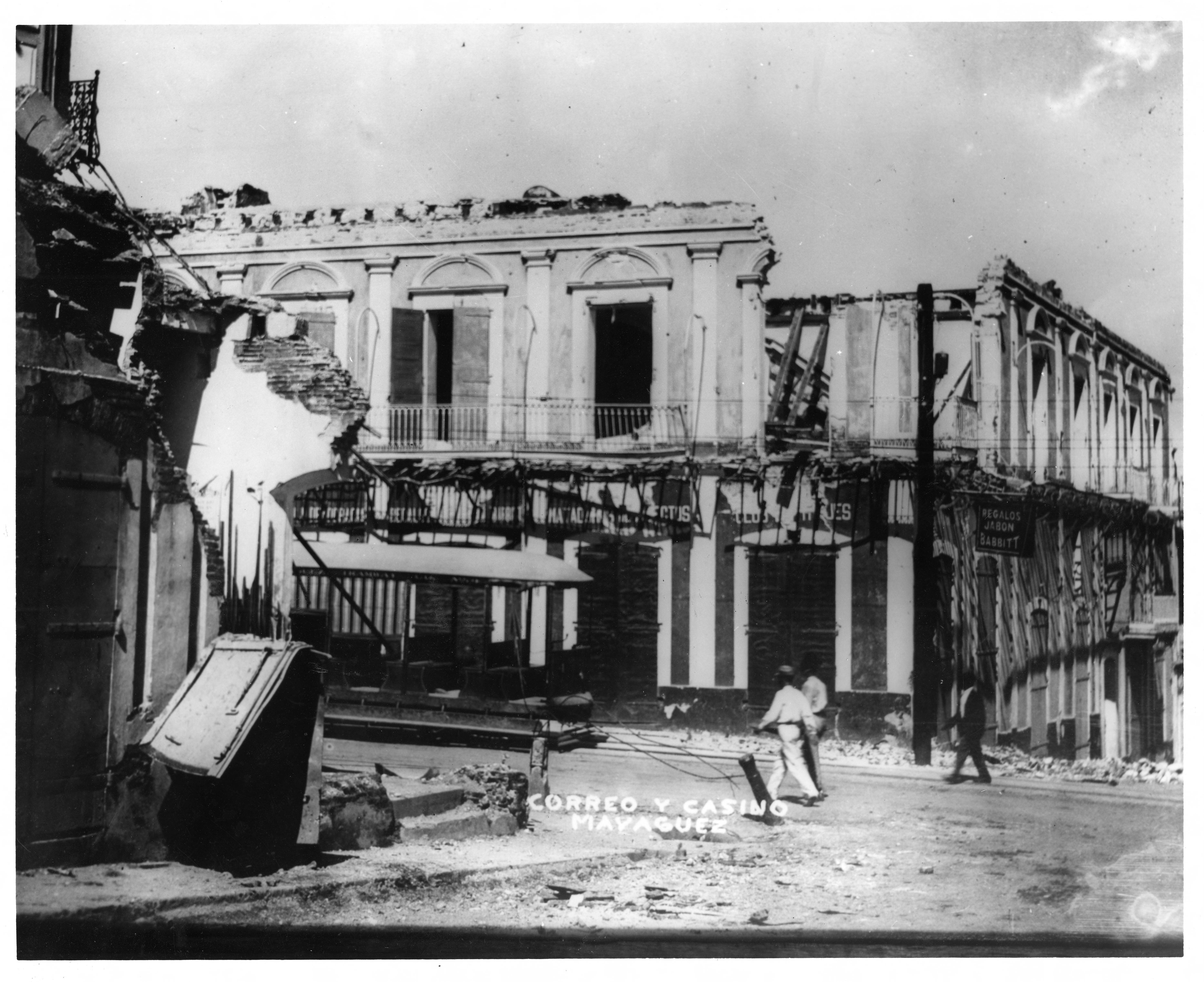
Schäden in Mayagüez
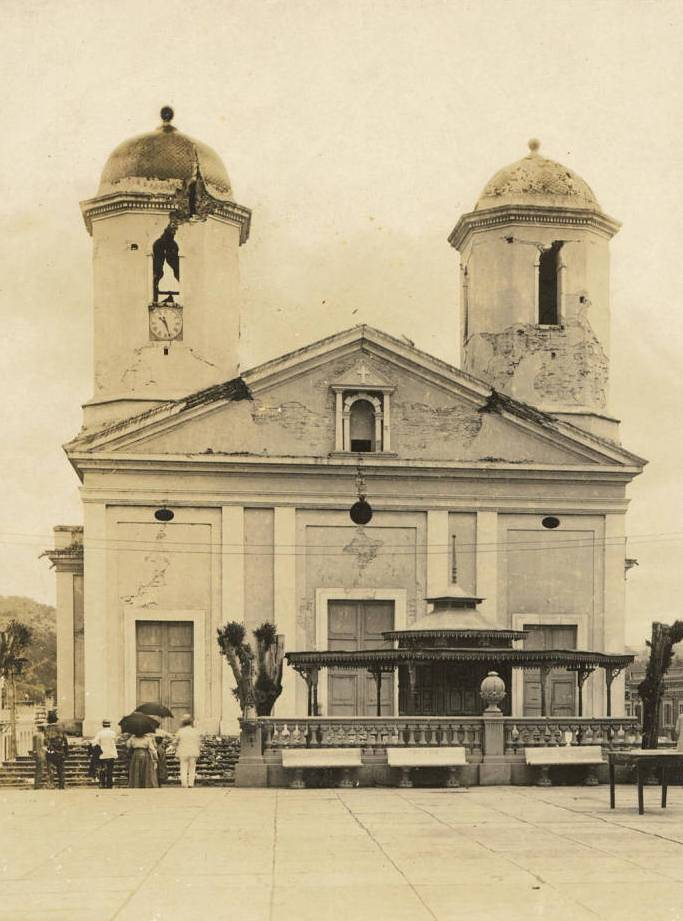
Die Kirche in Mayagüez, deren linker Turm bei einem Nachbeben einstürzte
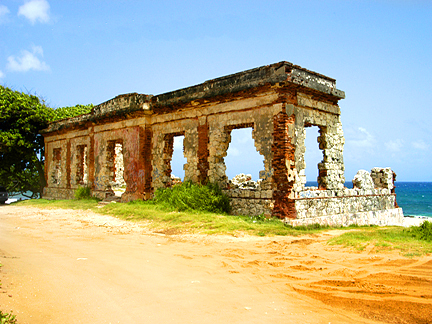
Ruinen eines vom Tsunami zerstörten Leuchtturms in Aguadilla

## Belege
1. 1 2  M 7.1 - Puerto Rico region. USGS, abgerufen am 8. Januar 2020.
2. 1 2 3 4  A. M. López-Venegas, U. S. ten Brink, E. L. Geist: Submarine landslide as the source for the October 11, 1918 Mona Passage tsunami: Observations and modeling. In: Marine Geology, Band 254. 2008, S. 35–46, Artikel online auf uprm.edu (englisch; PDF; 3,71 MB).
3. 1 2 3 4 5  Seismic Information: Earthquake of 1918. Puerto Rico Seismic Network, abgerufen am 8. Januar 2020 (englisch).
4. 1 2  Peter Aviles: The Devil's Scream (Memento vom 15. Mai 2004 im Internet Archive) (PDF; 934 kB). In: uprm.edu. 2002 (englisch).